# Decoration Day at Old Soldiers' Home
Decoration Day at Old Soldiers' Home è un cortometraggio muto del 1914. Il nome del regista non viene riportato nei credit del film, un documentario sulla casa di riposo dei veterani della guerra di secessione.

## Produzione
Il film fu prodotto dalla Vitagraph Company of America.

## Distribuzione
Distribuito dalla General Film Company, il film - un cortometraggio di cento metri - uscì nelle sale cinematografiche statunitensi il 23 gennaio 1914. Nelle proiezioni, veniva programmato con il sistema dello split reel, accorpato in un'unica bobina con un altro cortometraggio prodotto dalla Vitagraph, la commedia The Perplexed Bridegroom.